# Alter Markt (Köln)

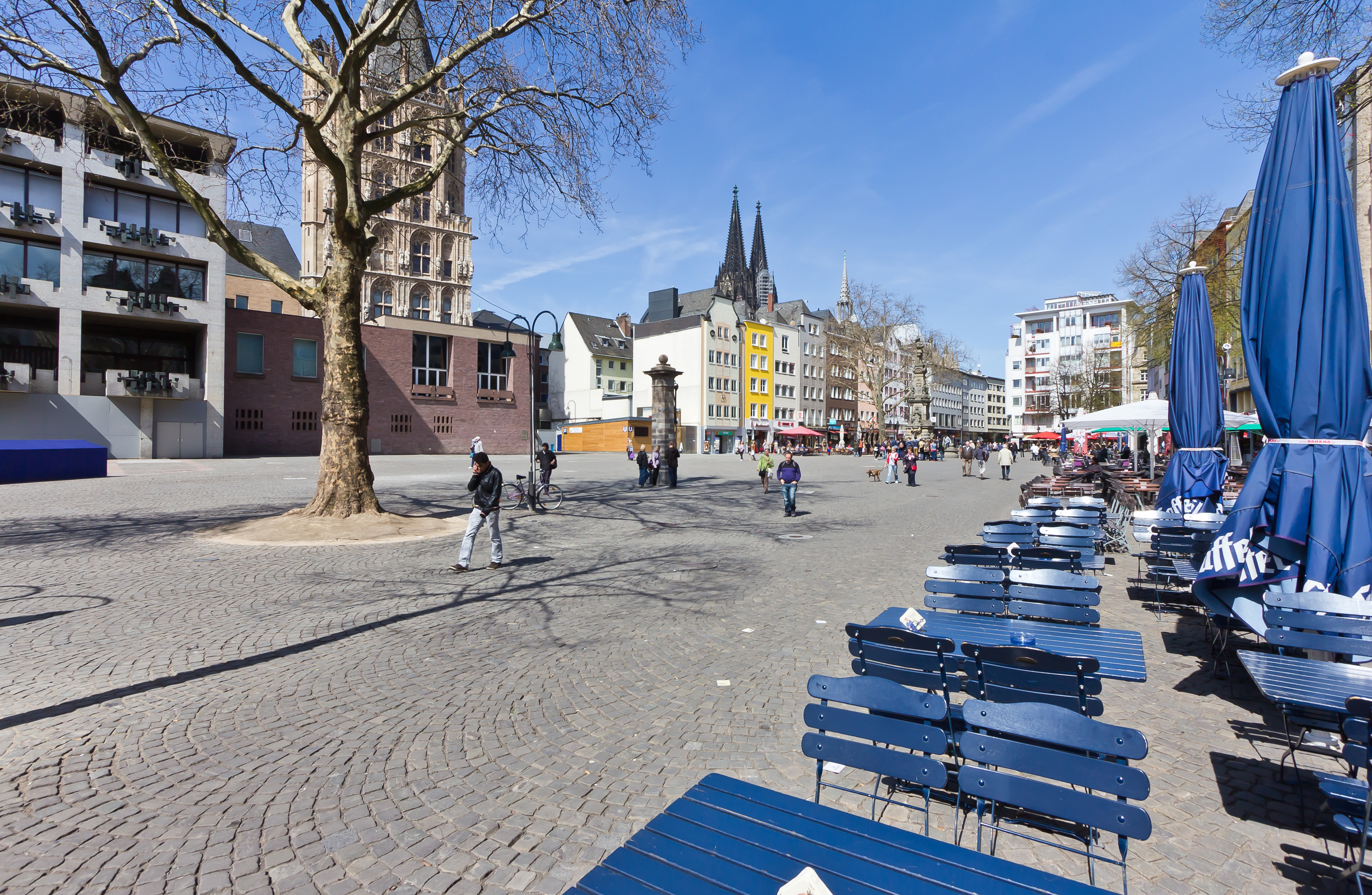
Alter Markt, Blick nach Norden (2013)

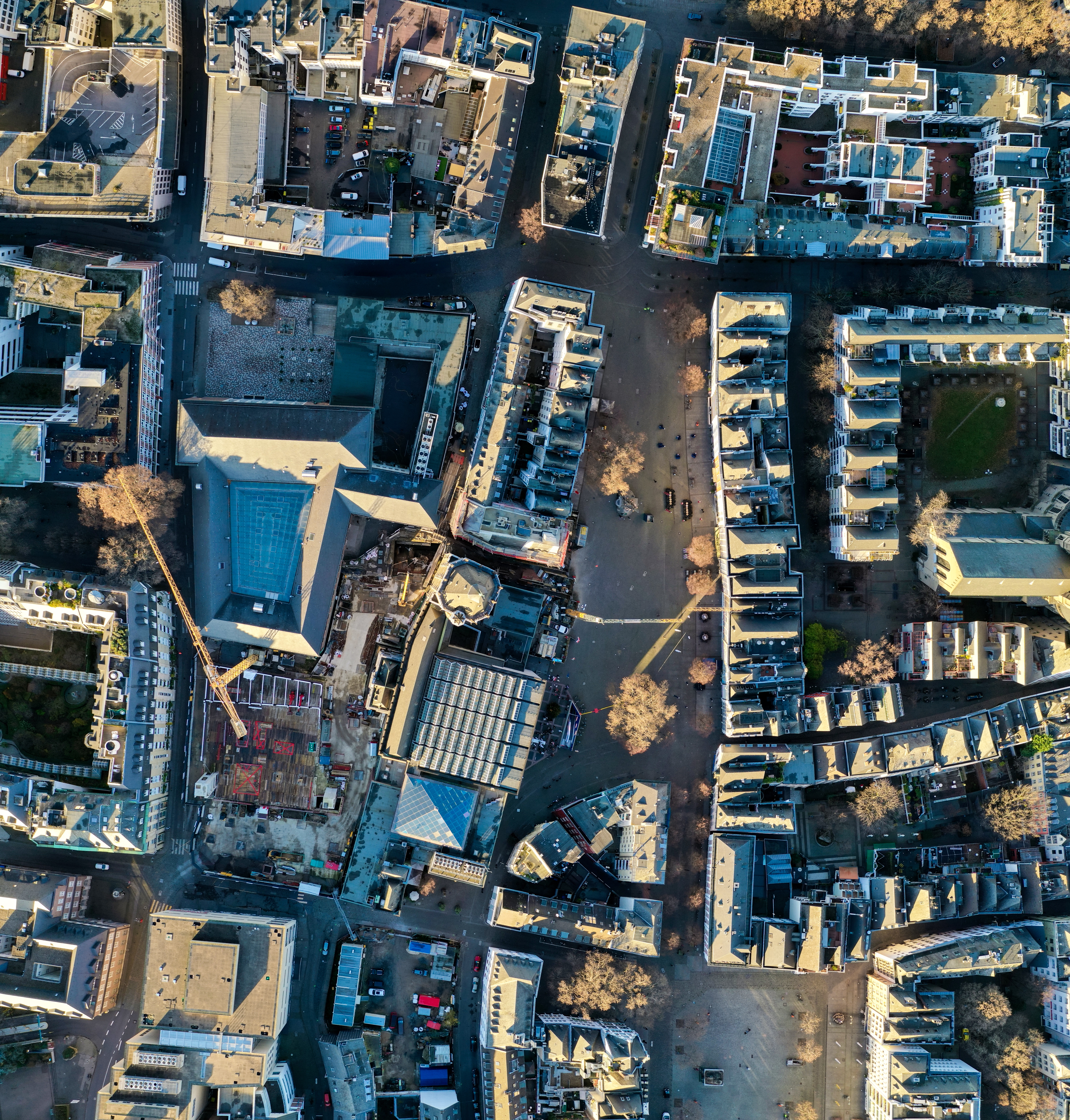
Alter Markt von oben, Nord-Süd-Ausrichtung (2020)

Der Alter Markt (Kölsch Alder Maat) ist ein geschichtsträchtiger Platz im Kölner Stadtteil Altstadt-Nord. Der Name wird entgegen den Sprachgewohnheiten nicht flektiert und mit Betonung auf „Alter“ ausgesprochen.
Ein Karnevalslied von Gerhard Jussenhoven und Jupp Schlösser, Die Hüsjer bunt om Aldermaat (1938; „Die bunten Häuschen am Alter Markt“), beschreibt die noch heute erhaltene mittelalterlich anmutende Szenerie dieses Kölner Platzes.

## Lage
Der 265 Meter lange Alter Markt liegt in der Kölner Altstadt-Nord und ist mit einer Fläche von 5.460 m² neben dem Heumarkt der größte Kölner Altstadtplatz. Er beginnt im Süden an der Lintgasse und endet im Norden an der Mühlengasse. Dieser Abschnitt ist für den Straßenverkehr gesperrt. Zum Alter Markt führt nur das Brigittengässchen. Er ist erreichbar mit der Stadtbahn Köln durch den U-Bahnhof Rathaus.

## Alter Markt und Heumarkt
Ursprünglich waren Alter Markt und Heumarkt ein einheitlicher Marktplatz unter dem Namen Alter Markt. Ihre Trennung erfolgte durch Eingliederung des Bezirks Unterlan. Unterhalb des Marstors (porta Martis, kölsch Marsporz; durch Ratsbeschluss 1545 abgerissen) hieß er Hühnermarkt oder Unterlan. Zum Bezirk Unterlan gehörten Buttermarkt, Salzgasse, Unter Kasten, der Nordosten des Heumarktes und der Nordwest-Teil des Marsplatzes. Der Südteil des Alter Markts wurde ab etwa 1250 als forum feni (fenum lat. = Heu; Heumarkt) bezeichnet, der Name vetos forum (Virnemarkt; Alter Markt) wurde aber noch bis um 1400 häufig auch auf diesen Südteil bezogen.

## Geschichte
Der Alter Markt ist der traditionsreichste Kölner Platz. Im Vergleich zum Neumarkt heißt er Alter Markt, weil er etwa 150 Jahre früher erwähnt wurde.

### Römerzeit

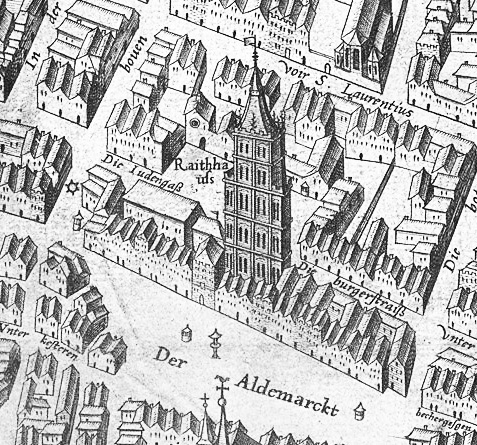
Arnold Mercator – Rathausplatz und Alter Markt (1570)

Im Bereich von Alter Markt und Heumarkt lag während der Römerzeit etwa 13 Meter unter der heutigen Platzoberfläche die Sohle eines Rheinarms, so dass sich der Bereich östlich davon auf einer etwa 1000 Meter langen Rheininsel befand. Ein Fund während des Baus der Nord-Süd-Stadtbahn brachte im Dezember 2007 aus 12 Meter Tiefe ein Transportschiff (Prahm) aus der Römerzeit zwischen 50 und 100 nach Christus hervor. Es transportierte Steine, die man zum Bau der Stadt benötigte. 
Der römische Hafen befand sich während der Römerzeit etwa in Höhe des heutigen Rathauses. An der Ecke Mühlengasse/Alter Markt fand man zwei römische Großgewichte aus Basalt, die zum Wiegen der Schiffsladungen dienten. Das größere der beiden Gewichte wog 40,93 kg und entsprach 125 römischen Pfund oder 1 ½ attischen Talenten. Durch die Verbreiterung des Rheinarms nach Osten gelang es den Römern, den Gewässerabschnitt ausreichend als Hafen zu sichern und eine Wasserfläche von etwa 60000 m² als Anlegestelle für 200 Schiffe zu nutzen.
Der ausgebaute Hafen erstreckte sich etwa vom heutigen Holzmarkt bis zum  Breslauer Platz, wo sich der Rheinarm wieder mit dem Hauptfluss vereinte. Die Ostmauer der römischen Stadtmauer verlief westlich von Heumarkt und Alter Markt am Fuß des heute noch erkennbaren Hügels, auf dem sich das Prätorium befand und heute das Rathaus steht. 
Während der Römerzeit lag der Alter Markt außerhalb der Rheinmauer, denn Ende des 1. Jahrhunderts nach Christus entstand hier die Stadtmauer, ein mächtiges Bauwerk von bis zu drei Meter Stärke und acht Metern Höhe. Zum Festland hin begrenzte die rheinseitige Stadtmauer den Rheinarm. Im 3. Jahrhundert hatte sich eine Sandbank im Rhein bis an die Stadtmauer ausgebreitet, so dass man den Hafen aufgab. Die beiden Plätze entstanden, nachdem dieser Rheinarm verlandete und sich der Boden für eine Bebauung als zu nachgiebig erwies.

### Mittelalter und frühe Neuzeit

Johann Toussyn/Abraham Aubry: Cölnischer Alden Marckt (Aquarell, 1648)

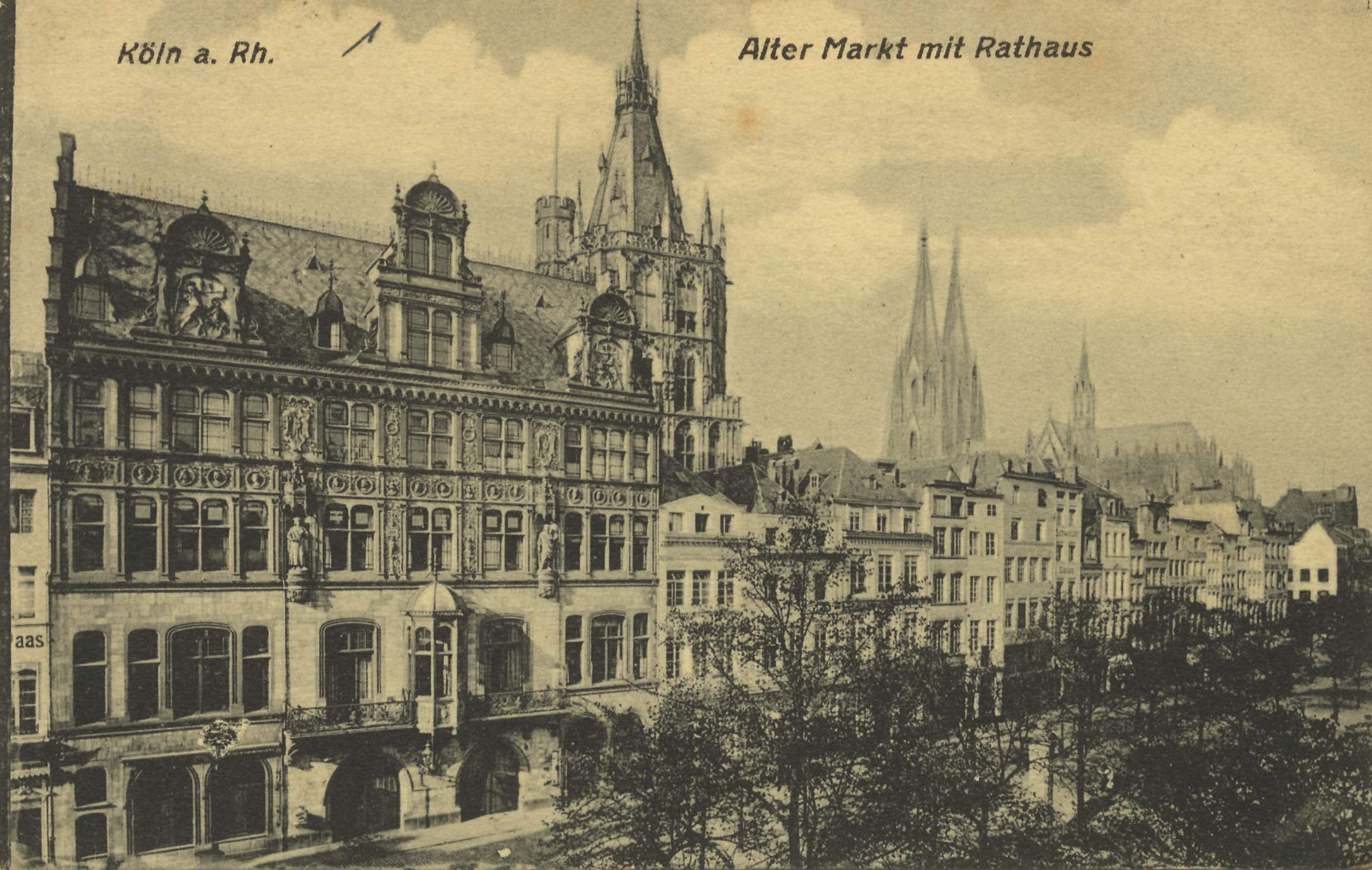
Alter Markt (ca. 1900)

Der Alter Markt ist erstmals seit 922 als „mercatus coloniae“ (Kölner Markt) urkundlich belegt. Um 950 erfolgte eine Erweiterung Kölns um die Rheinvorstadt auf dem Gebiet der ehemaligen Rheinarm-Insel. Ab 988 ist er als „forum“ (Markt) registriert, erst 1076 taucht der Neumarkt urkundlich auf. Bis zum späten Mittelalter lässt sich der Alter Markt als ein bevorzugtes Wohnquartier der städtischen Führungsschicht bestimmen, auch wegen der Lage als topografisches Zentrum der Stadt. 

#### Bauwerke
Erzbischof Pilgrim von Köln errichtete nach 1024 mitten auf dem Alter Markt die erzbischöfliche Münzprägeanstalt südlich vom Bezirk Unterlan (zwischen Heumarkt und Alter Markt; Unter Käster, im Mittelalter „Under Leydersnederen“). In ihrer Säulenhalle hing eine Glocke, die das Original-Markgewicht symbolisierte; diese kölnische Urmark ist seit der Franzosenzeit verschwunden. Seit Pilgrim gab es mithin das erzbischöfliche Münzrecht in Köln, denn um 1027 beginnt das Münzregal als weitere bischöfliche Amtsbefugnis. 
Der hier geprägte „Kölner Pfennig“ entwickelte sich zu einer der führenden Währungen des Reiches. Das Hospital von St. Brigida entstand 1142 neben der Mühlengasse und wechselte mehrfach seinen Namen, manchmal hieß es auch „Hospital St. Martin“. Seit 1197 stand auf dem Alter Markt eine Brothalle, die bis 1230 dem Verkauf von Backwaren diente. Die Stadt erwarb das zweigeschossige Anwesen 1289, ließ es abreißen und verkaufte die parzellierten Grundstücke. Die dort errichteten Wohnhäuser zerstörte ein Stadtbrand im Jahre 1503.

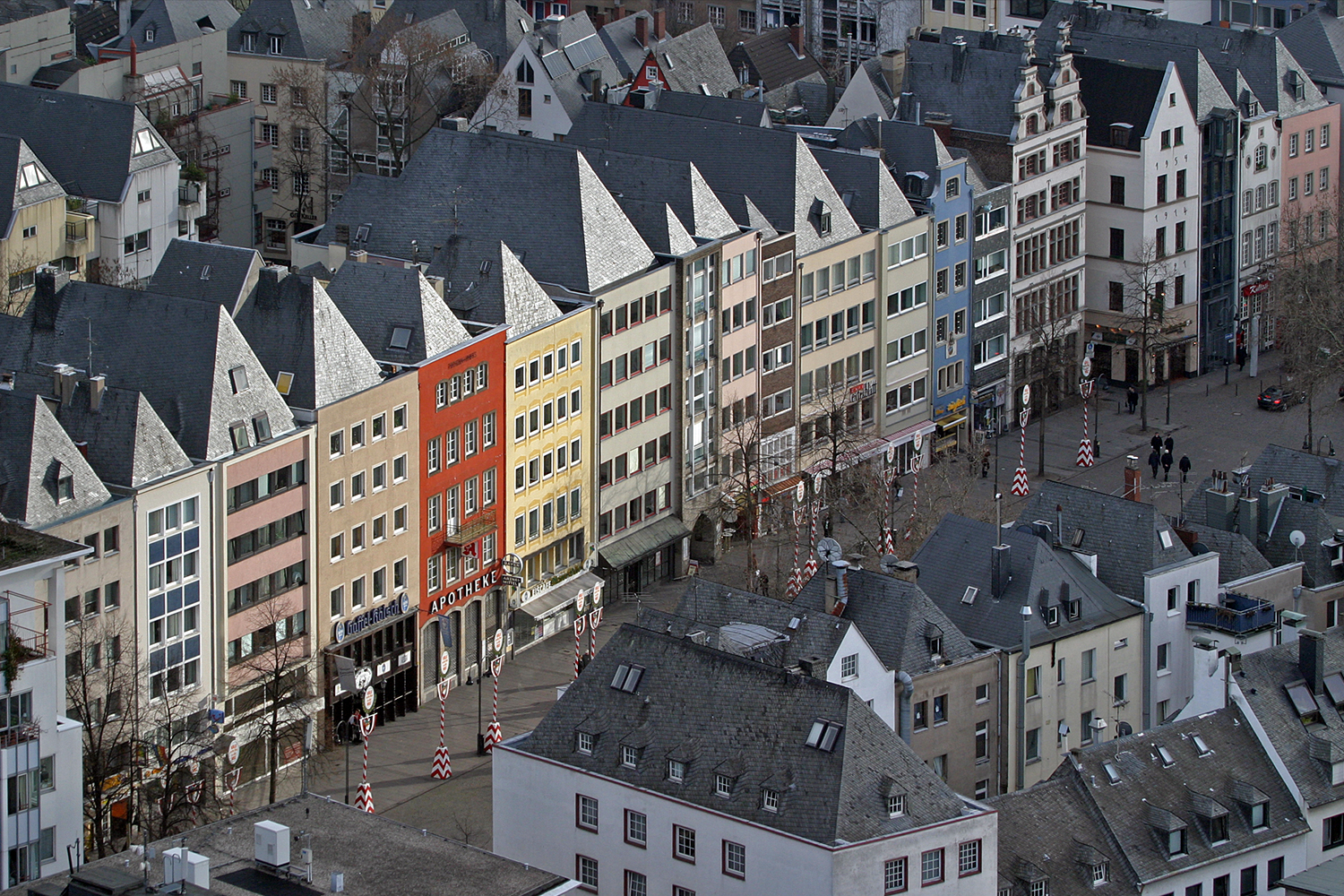
Alter Markt – Ostseite

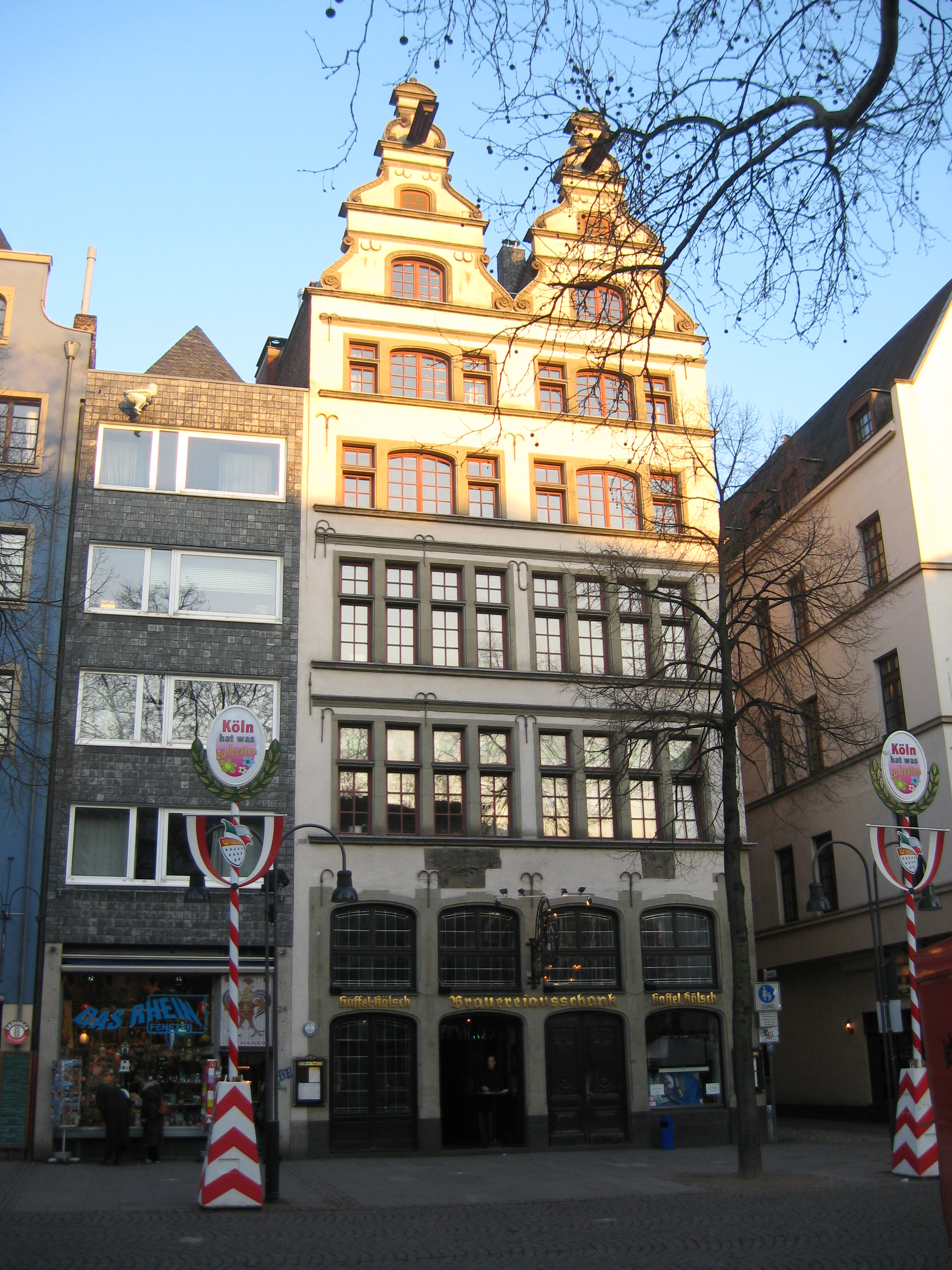
Alter Markt 20 – Brauhaus Gaffel

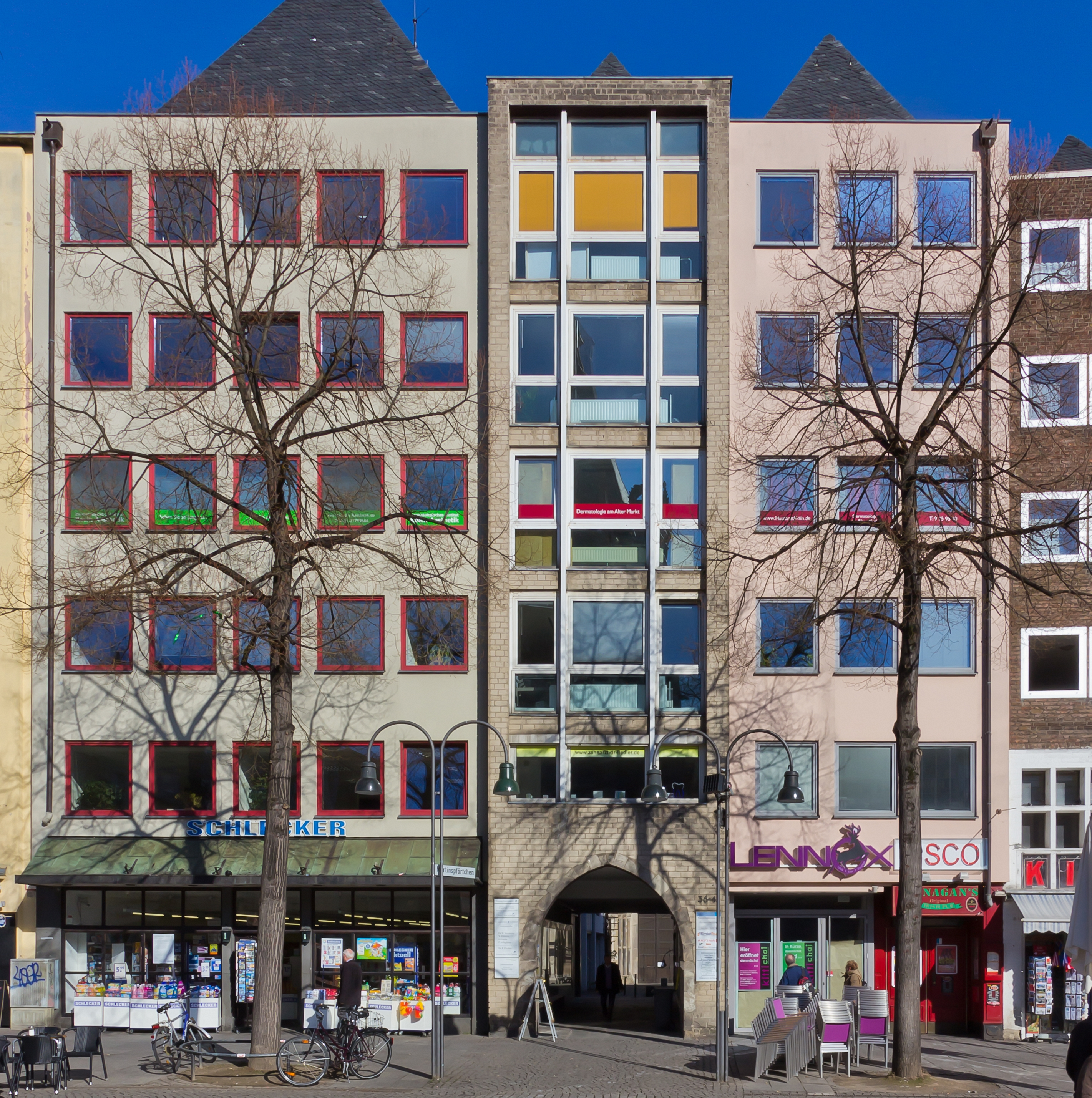
Alter Markt 36–42 – Wohn- und Geschäftshäuser

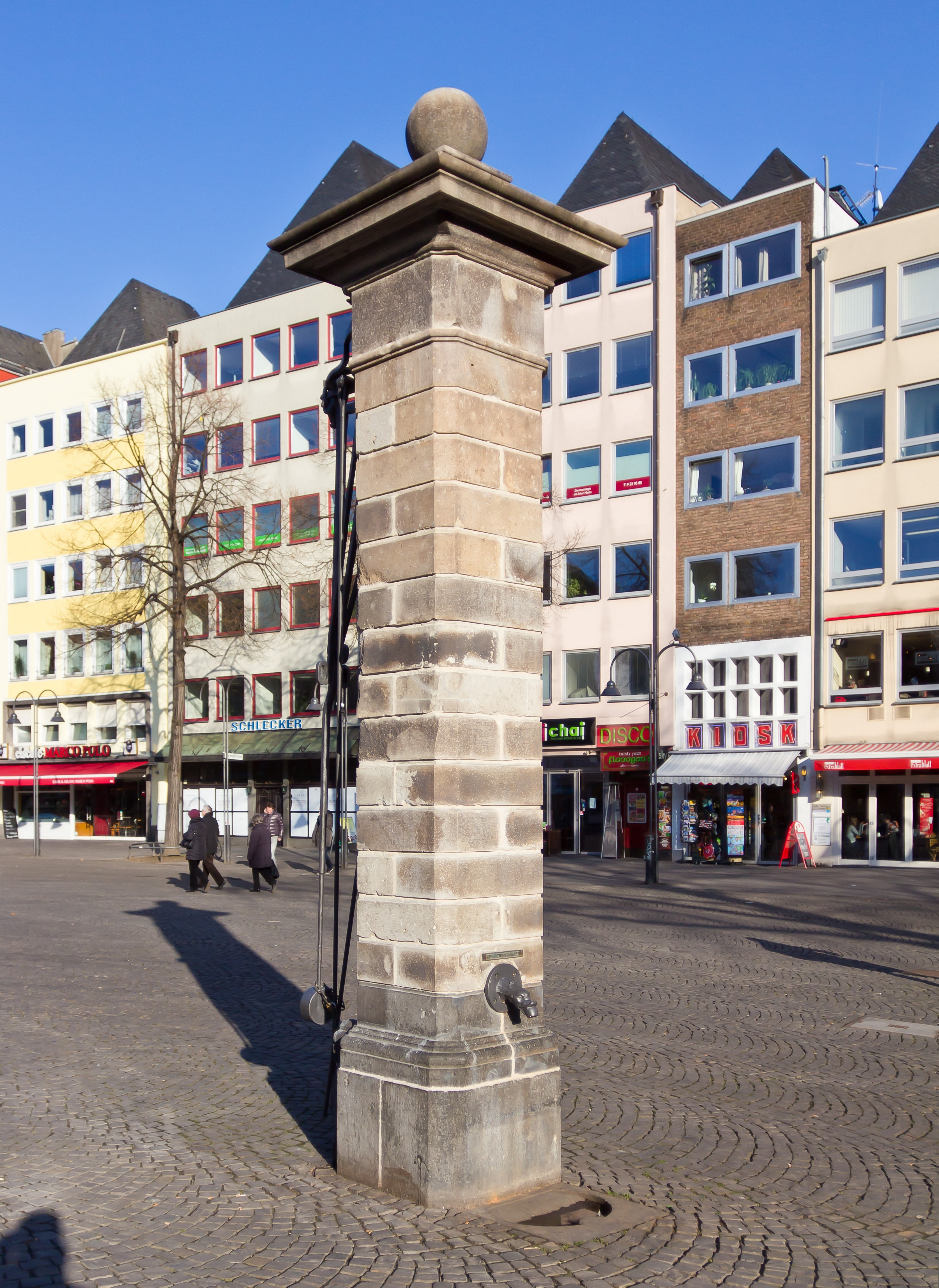
Alter Markt – Steinerne Pumpe

Das älteste Wohnhaus am „Aldenmarte“ entstand 1213 in (heutiger) Nr. 20–22. Da vor dem Haus in jener Zeit Äpfel gehandelt wurden, nannte man es „zur Britzele am Apfelmarkt“ (oder „zur Bretzel“), denn Hausnummern gab es noch nicht. Das Haus „zur Brezel“ fungierte anfangs als Bäckerzunfthaus. Das heutige, durch den Steinmetzmeister Benedikt von Schwelm 1580 errichtete Doppelhaus (mit dem Haus „zum Dorn“) im Stil der Spätrenaissance besitzt zwei Volutengiebel und ist das einzige original erhaltene Bauwerk des Platzes. 
Um 1230 entstand das Haus „zur Ehrenpforte“ in Nr. 46–48, das Areal befand sich seit 1197 im Besitz des Theoderich (Dietrich) de Erenporcen. Es geht 1248 an Gottfried de Erenporcen über, wird 1297 geteilt und gelangt 1333 als Doppelhaus in den Besitz der Abtei Groß St. Martin. Das dreigeschossige Doppelhaus mit Stufengiebeln und Rundbogenfenstern ist nicht mehr erhalten, denn sein südlicher Teil wird 1841 abgetragen und der Rest im Zweiten Weltkrieg am 29. Juni 1943 zerstört. 
Eines der ansehnlichsten Häuser war das um 1360 entstandene Haus „zum Granen“ (Nr. 64) mit Staffelgiebel und einer Front mit Spitzbogenblende und Figurenschmuck. Es gehörte seit 1245 Kölner Franco Birklin vom Horne und befand sich um 1360 im Besitz des Bruno Scherfgin (am 29. Juni 1943 zerstört). Sein „Haus Scherfgin“ (Nr. 50–52) erwähnen die Schreinsbücher erstmals 1363, doch wird schon vor 1220 sein Vorfahr Henrich Scherfgin als Besitzer genannt.
In Nr. 29–31 kommt in den Schreinsbüchern erstmals 1269 das Haus „zum Blasbalg“ mit Renaissancefassade und Pfeilergliederung vor, das ein Hinterhaus zum Rathausplatz besitzt, 1305 durch eine Mauer vom Vorderhaus am Alter Markt abgetrennt und 1407 von der Stadt erworben; an seiner Stelle entstand kurz darauf der Rathausturm. Das mit dreiteiligem Giebel versehene „Haus Birklin“ oder „zum Horn“ (Nr. 35) war das Stammhaus der Patrizierfamilie Birklin/vom Horn, das für Versammlungen von Kaufleuten diente. 
In Nr. 19–21 stand seit 1301 das „Haus Hirtz“, ein Doppelhaus einer weiteren Kölner Patrizierfamilie, die dieses Haus als Leinen- und Garnkaufhaus nutzte. Der Stadtrat erwarb 1355 das „Haus Hirtz“, um darin ein Kaufhaus für Luxus- und Gebrauchsgüter einzurichten. In diesem Gebäude wurde eine Gerichtsstelle eingerichtet, welche als Gericht in der Hallen bezeichnet wurde. Das Gericht griff ein, sobald „eynigh gast of coufman, de sich beclagede van eyncher scholt of gebreche in dem coufhuyse...“ eine richterliche Entscheidung erforderlich wurde. 
Unter den sonst üblichen Stufengiebeln gab es auch Häuser, die Zinnenkränze um die steilen Dächer besaßen wie im „roten Haus“ („rode Haus“) in Nr. 48. Es entstand aus der Teilung des Hauses „zur Ehrenpforte“ (46–48) im Jahre 1297. Wegen der hohen Bodenpreise baute man besonders im Rhein- und Marktviertel sehr schmale, mehrgeschossige Häuser.
Eine 1374 installierte Tränke weist darauf hin, dass es auf dem Alter Markt auch einen Viehmarkt gab. Am 5. Februar 1498 berichtete die Koelhoffsche Chronik, wie „Blinden sloigen ein verken up dem Aldemarkt“ (Wie Blinde ein Ferkel auf dem Alter Markt erschlugen). Die Gewandschneider verkauften ihre Ware in der auf dem Alter Markt gelegenen „Fremdenhalle“. Auf dem Heumarkt und Alter Markt versorgten sich die Kölner mit dem, was sie nicht selbst herstellten.
In wirtschaftlicher Hinsicht ist der Neumarkt nicht annähernd so bedeutend wie Heumarkt oder Alter Markt. Nördlich des Hauses „zum Hirtz“ lagen drei Häuser, die sich eine Zeitlang im Besitz der Stadt befanden und von dieser vermietet wurden. Dazu gehörten seit 1409 die Häuser „zum Regenbogen“, „zur Duven“ und „zum Kreuz“. In der Kölner Stadtansicht von 1570 heißt der Alter Markt bei Arnold Mercator „Alde Marckt“, den Heumarkt visualisiert er als „Hewmarckt“.
Das Bürgermeistergericht am Kornmarkt befasste sich mit Streitigkeiten, die aus dem Kauf oder Verkauf von Körnerfrüchten entstanden. Es befand sich auf dem Alter Markt vor dem Hospital von St. Brigida und ab 1492 vor dem Hause „zum Regenbogen“. Der Alter Markt war nach dem Schafott bei Melaten der gefragteste Schauplatz für die öffentliche Vollstreckung von Gerichtsstrafen. Spätestens seit 1284 gab es auf dem Platz einen städtischen Pranger, als ein gewisser Tile Kolup sich in Köln als – der längst verstorbene – Stauferkaiser Friedrich II. ausgab, dafür an den Pranger kam und mit schmutzigem Gemüse gekrönt wurde.
Das Aquarell von Johann Toussyn aus 1648 zeigt auf dem belebten Alter Markt links neben dem 1645 neu erbauten Wachhaus (mit dem Reichsadler auf dem Dach) und der Marktglocke einen Pranger (ein Holzpfahl mit geschweiftem Runddach) und links davon den „Käx“ (oder „Kax“), eine Art Käfig mit vergitterten Öffnungen, in welchem Marktfrevler öffentlich zur Schau gestellt wurden. Am 7. Juli 1568 musste eine gewisse Sophie von Daelen als Diebin vormittags in den „Käx“, um dort „schanden zu stehen“. Den baufälligen und seit 1424 bestehenden „Käx“ ersetzte man 1666 durch eine Steinsäule, die noch bis zu ihrem Abriss am 7. April 1798 in Gebrauch blieb. Den Pranger ersetzte man am 20. März 1799 durch einen Freiheitsbaum. Ein weiterer Pranger stand Am Hof, ein zweiter Käx auf dem Domhof.

#### Turnierplatz
Auf dem Alter Markt („antiquum forum“) fanden Turniere mit Pferden statt, üblicherweise von den Patriziern ausgerichtet. Derartige Turniere sind seit 1179 belegt, als unter anderem 9 Fürsten, 50 Grafen und 28 Freiherren teilnahmen. Ritter Gerhard Scherfgin ist um 1241 der „Held des Turniers und der Schlachten“. Es galt als außergewöhnlich, wenn diese Turniere nicht auf dem Alter Markt stattfanden. Der Rat der Stadt Köln verbot während des Turnierbetriebs die Errichtung von Standgerüsten und das Abstellen von Wagen auf dem Alter Markt. Zuschauer konnten während der Turniertage Fenster in den Häusern mieten. 1374 ist von einer Mietzahlung in Höhe von 24 Mark für ein Haus die Rede.
Im März 1470 veranstalteten Junker von Reifferscheid und Heinrich von Bottenbruch ein Stechspiel auf dem Alter Markt, bei dem sich der Kölner Patrizier Eberhard vom Hirtze hervortat. Das berühmteste Turnier zu Ehren von König Maximilian I. und dessen Vater Friedrich III. fand im Oktober 1486 statt; den Turnierplatz polsterte man wie üblich mit Mist, in den der junge König fiel. Der Rat der Stadt empfahl, „sich füglich zu verhalten, damit die Ordnung der Ritterschaft der vier Lande nicht gebrochen werde“.

#### Marktplatz
Lebensmittel bot man auf Kisten und Tischen, an Ständen und Buden an. Die Obststände und der Apfelmarkt sowie Käse, Gewürze und Hülsenfrüchte befanden sich an der Ostseite des Alter Markts, in der Nähe standen die Gemüsestände mit Kraut und Rüben aus dem Vorgebirge; im Norden gab es Zwiebeln, Salz und Kohlen zu kaufen. Zahlreich waren die Stände für Gewürze, Drogen, Sämereien, Kurz- und Lederwaren, Hausgeräte, Ton-, Zinn- und Drechslerwaren; die Apotheken befanden sich an der Westseite. Die so genannte Kotzbank bot alles an, was in Schlachtereien von den Tieren übrigblieb, nämlich Herz und Nieren, Därme, Hirn und Knochen.

### 19. Jahrhundert

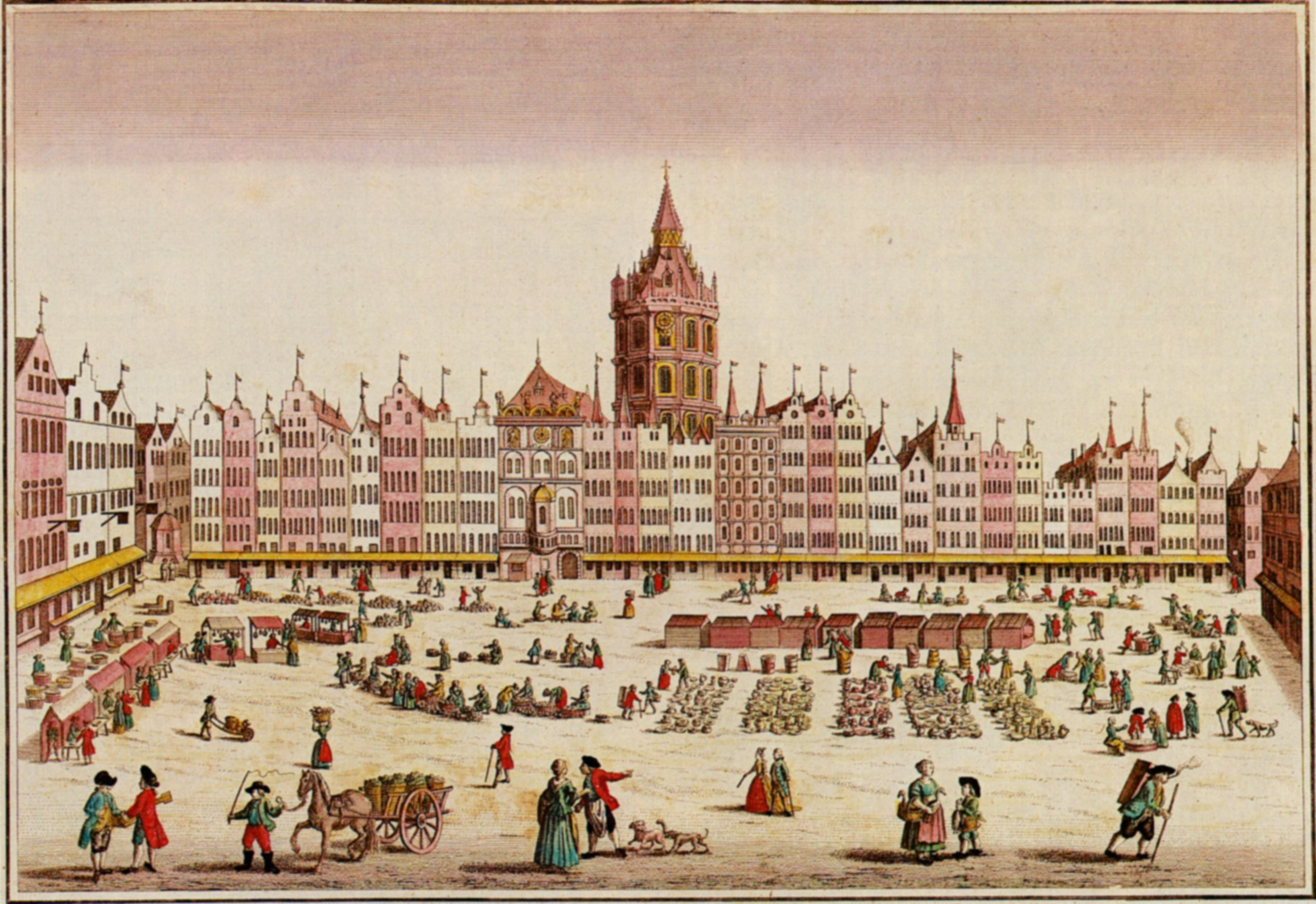
Georg Balthasar Probst: Alter Markt (1748)
Alter Markt: Gaddemen (um 1790)
Alter Markt 46–48: Jan von-Werth-Apotheke von Thomas Brittain Vacher (Aquarell um 1838)
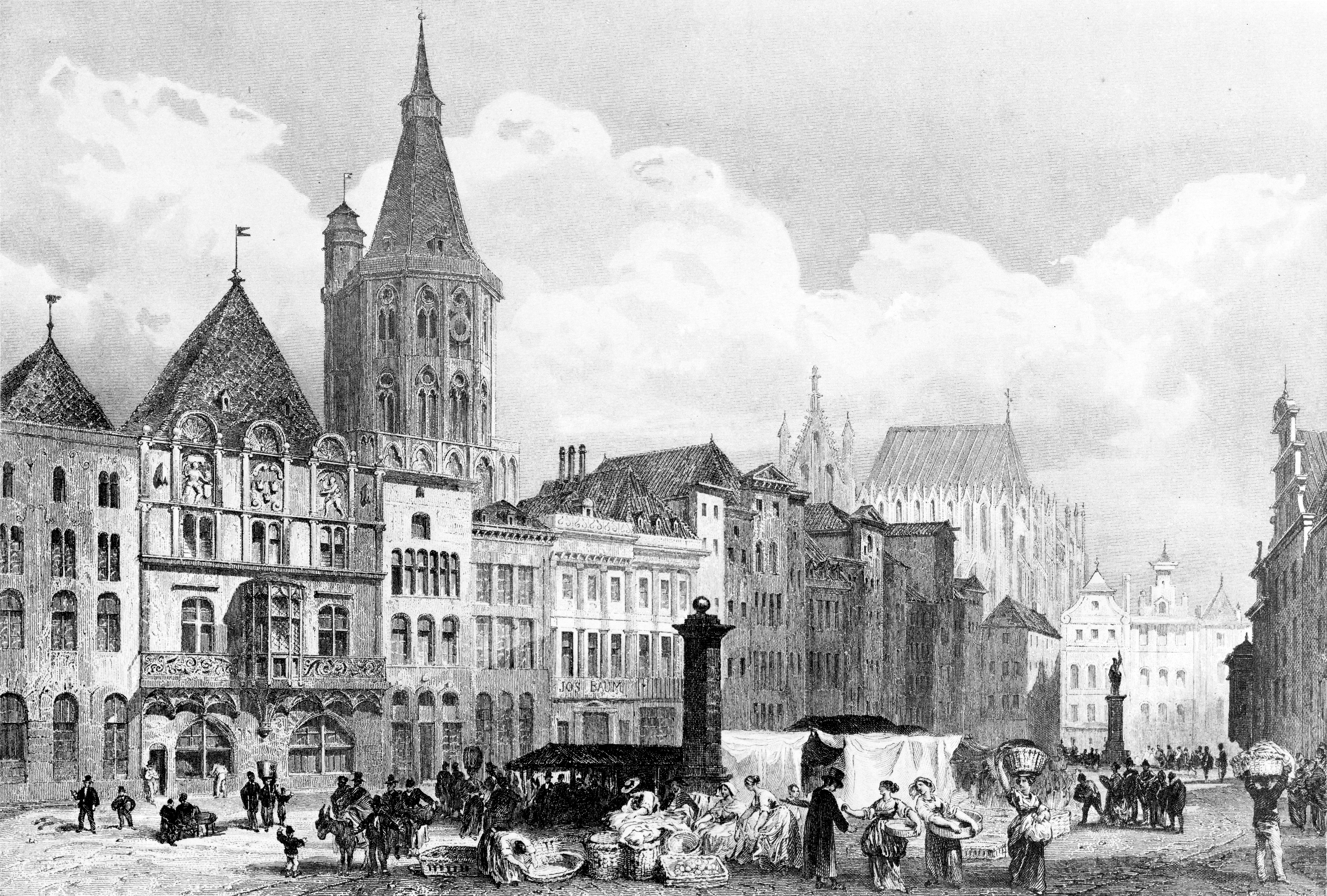
Alter Markt mit Rathaus und Rathausturm, im Hintergrund der noch unvollendete Kölner Dom (Stahlstich um 1850)
Alter Markt 20–22: Haus zum Bretzel und zum Dorn (Zeichnung datiert vom 4. August 1860)

In der Zeit der französischen Besatzung durften alle Kölner Straßen ab 1. Januar 1813 nur noch die französischen Namen des „Itinéraire de Cologne“ tragen; der Alter Markt hieß fortan „Le grand marché à Cologne“ (der große Markt von Köln). Die von der französischen Verwaltung im Oktober 1798 installierte Guillotine befand sich eigentlich am Domhof (Domplatte), doch für den als „Fetzer“ bekannten Räuber Mathias Weber, der über 180 Einbrüche und zwei Morde begangen hatte, verlegte man sie zum Alter Markt; nach dessen Hinrichtung am 19. Februar 1803 kam es zur Verlegung des Kriminalgerichts und der Guillotine nach Aachen. Am 28. September 1816 schaffte ein preußisches Edikt die französischen Straßennamen ab, wodurch der Alter Markt seinen Namen zurückerhielt. Über die Jahrhunderte wurde der Platz oftmals enthusiastisch an anderen berühmten Plätzen gemessen, so verglich ihn etwa Sibylle Mertens-Schaaffhausen mit der Piazza Navona in Rom; im „Beobachter des Rheindepartementes“ 1802 wurde der Alter Markt „Cölnischer Markusplatz“ genannt. Für die Kölner hingegen war er Et jolde Böddemche („der goldene Boden“, „eine Goldgrube“).
Der erste Weihnachtsmarkt in Köln fand am 5. Dezember 1820 als „Nicolai-Markt“ auf dem Alter Markt statt. Er konnte sich bei den Kölnern schnell durchsetzen, die ihn „de Hött“ (die Hütte) nach den aufgestellten Buden nannten. Ein Ratsbeschluss vom 19. Februar 1885 verbot die Veranstaltung wegen der zunehmenden Lautstärke. Am 16. November 1822 ging zwischen dem Alter Markt (Nähe Holzmarkt) und Köln-Deutz eine Schiffbrücke in Betrieb. Die Vorläuferin der Deutzer Brücke bestand aus Holzplanken, die auf 42 Nachen lagen. Sie musste bei Hochwasser oder Treibeis eingezogen werden.
Der Kölner Verschönerungsverein stiftete für 20.000 Mark den Jan-von-Werth-Brunnen. Architekt Wilhelm Albermann begann Anfang April 1884 mit dem Fundament, im Juni mit der Errichtung des 5 Tonnen wiegenden Brunnens und seiner Figurenreihe. Oberbürgermeister Hermann Becker weihte ihn am 14. Juli 1884 ein. Der Sage nach war Jan von Werth ein Bauernbursche vom Kümpchenshof. Weil er der Magd Griet nicht fein genug war und sie ihn deshalb verschmähte, zog er in den Dreißigjährigen Krieg, aus welchem er als siegreicher Reitergeneral in seine Heimatstadt zurückkam. Hier traf er Griet, die nun bedauerte, ihn nicht geheiratet zu haben. Die Figuren an Nord- und Südseite des Brunnens symbolisieren die Wehrhaftigkeit und Reinheit der Stadt, den Kölner Bauer und die Jungfrau. An den Seiten ist die Sage von Jan und Griet dargestellt und zeigt den betrübten von Griet verschmähten Jan und die grüßende Griet bei Jans Rückkehr. Der Brunnen überstand – anders als die umstehenden Gebäude – den Zweiten Weltkrieg beinahe unversehrt.

### 20. Jahrhundert

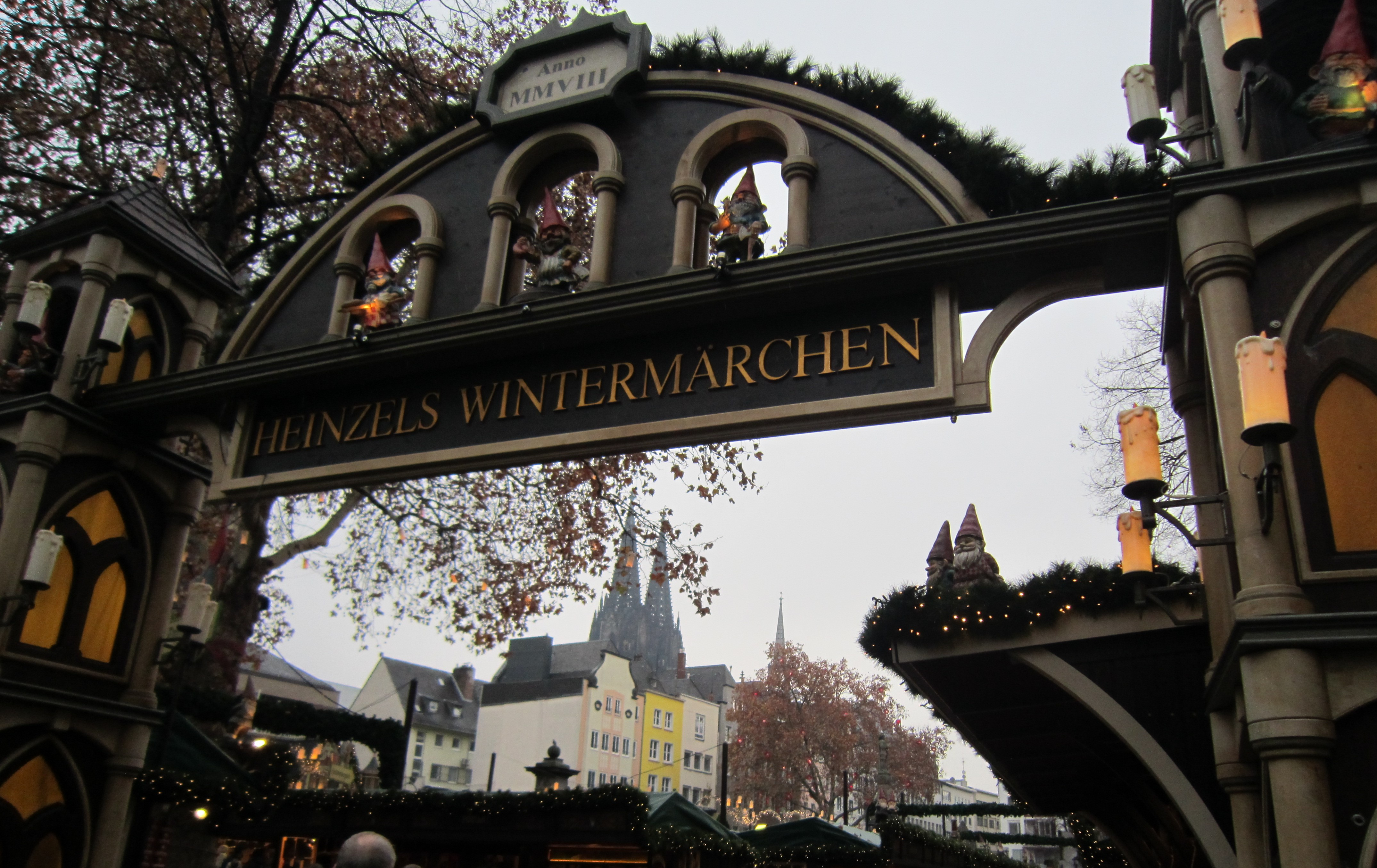
Eingang zu „Heinzels Wintermärchen“ 2018

Versuche zur Wiederbelebung eines Weihnachtsmarktes gab es erst 1923 auf dem Neumarkt und 1930 auf dem benachbarten Heumarkt. Eine Initiative des Kölner Oberbürgermeisters Theo Burauen brachte im Dezember 1970 wieder turnusmäßige Weihnachtsmärkte auf dem Neumarkt und im November 1977 auf dem Alter Markt zustande; letzterer geht heute in den Weihnachtsmarkt auf dem Heumarkt über. Der Weihnachtsmarkt auf dem Alter Markt/Heumarkt beschäftigt sich mit dem Thema der Heinzelmännchen („Heimat der Heinzel“), die mit vielen kleinen Figuren hölzerne Stände, aber auch den Luftraum über dem Markt bevölkern.

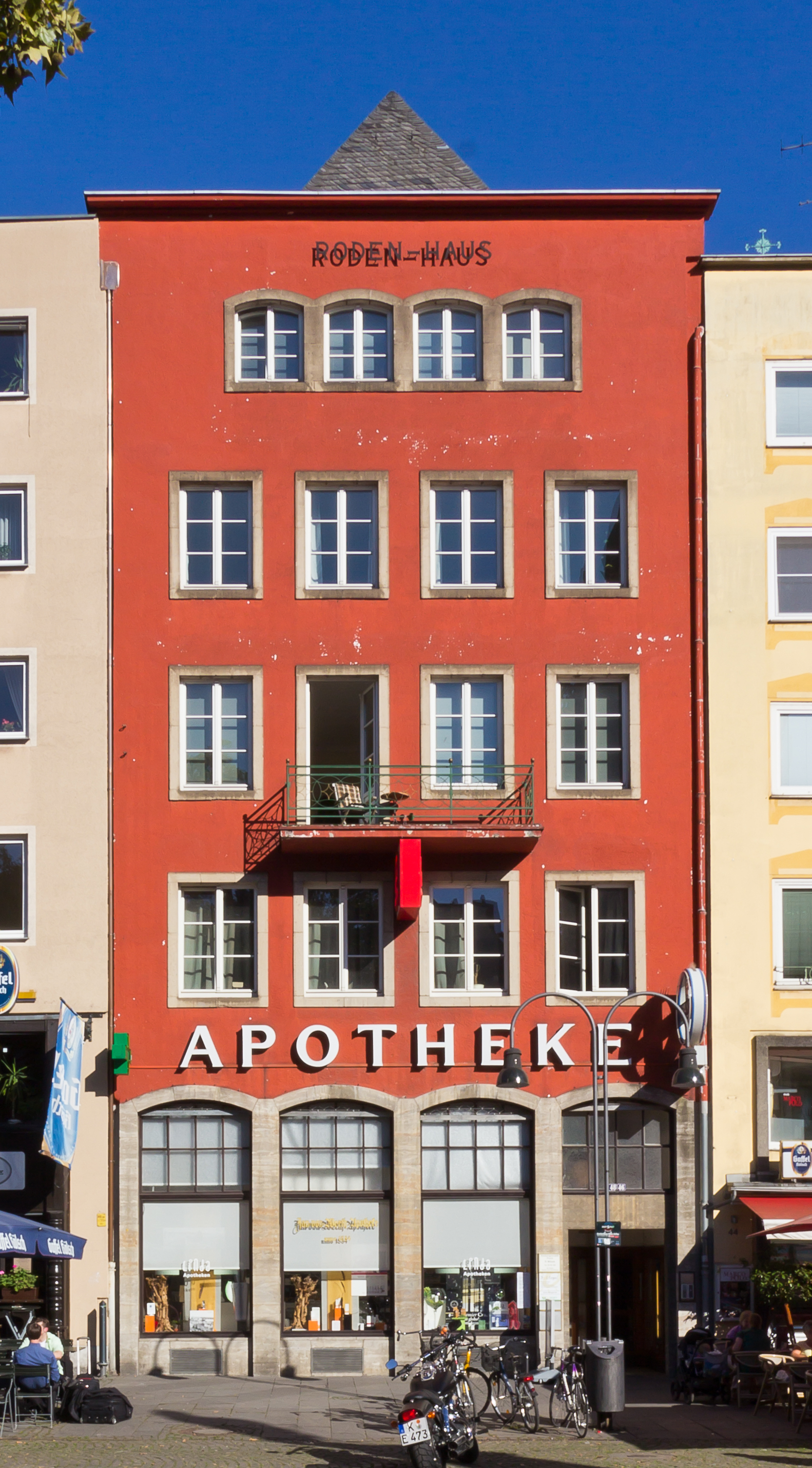
Alter Markt 48 – Jan-von-Werth-Apotheke

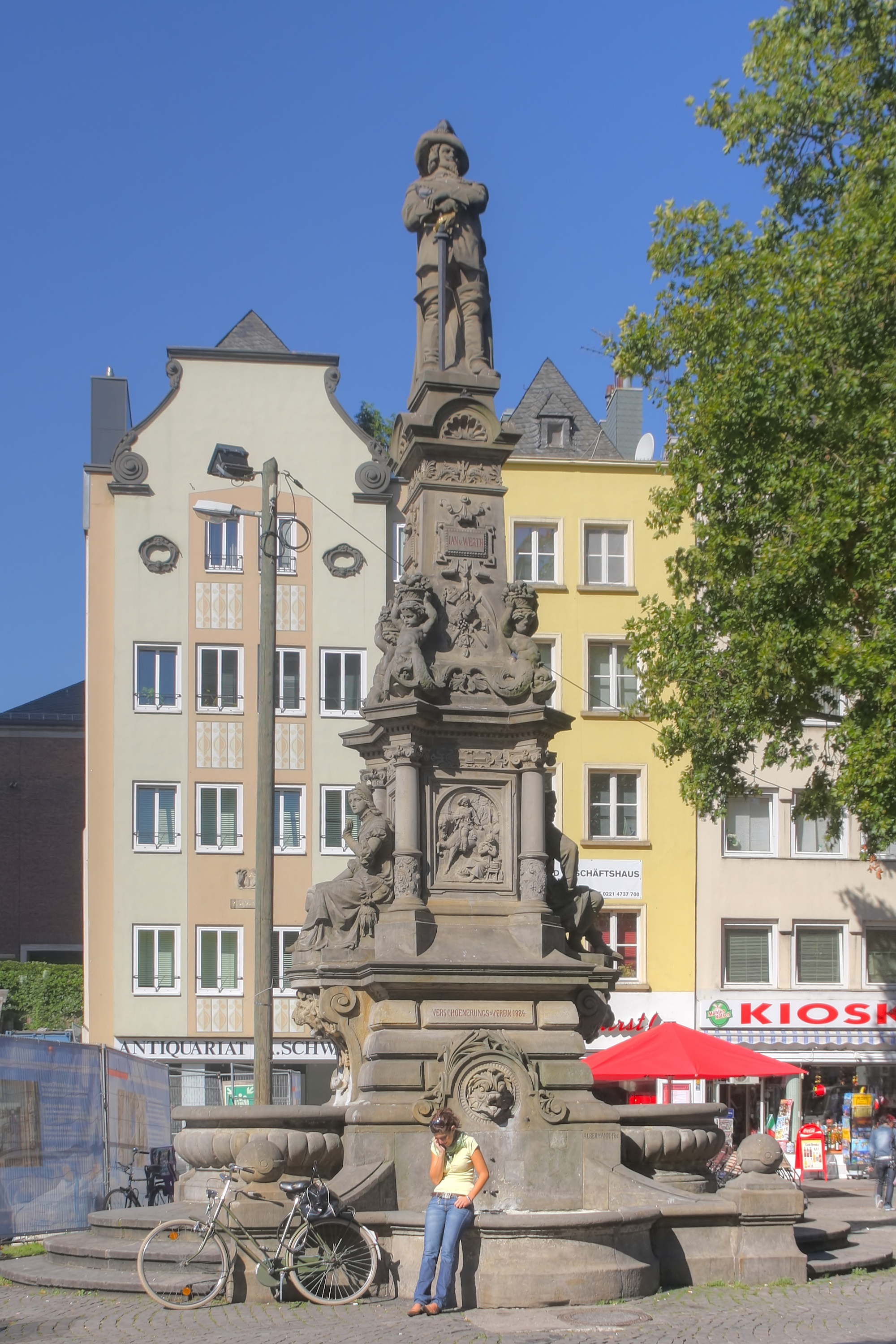
Brunnen mit Denkmal für Jan von Werth

Im Zweiten Weltkrieg haben insbesondere zwei Luftangriffe die meisten historischen Giebelhäuser zerstört, nämlich die Angriffe vom 31. Mai 1942 und vom 29. Juni 1943. Die Frontseiten der 1912 umfassend renovierten Häuser „zum Bretzel“ und „zum Dorn“ (Nr. 20 und 22) blieben zwar erhalten, doch stürzten ihre Bekrönungen teilweise ab. Der Angriff vom Mai 1942 zerstörte komplett die Häuserreihen 28–42 und 50–52, der Angriff vom Juni 1943 zerstörte das „Roden-Haus“ mit der Jan van Werth-Apotheke (Nr. 48). 
Dieses Haus ist das geschichtsträchtigste des Platzes. Nach der Franzosenzeit ging es 1815 für 4600 Reichstaler an den Apotheker Chrysant Hamecher über, der es bis 1862 besaß. Johann Peter Weyer baute es 1817 um, 1871 erwarb P. J. Loosen die Apotheke, die er bis 1883 innehatte; zwischen 1883 und 1888 führte hier Apotheker Gustav Becker die Geschäfte. Im Juni 1951 konnte die Apotheke in das wiederhergestellte Gebäude einziehen. Die historisch wertvolle „Jan von Werth-Apotheke“ (gegründet 1584) musste im Januar 2012 wegen mangelnder Rentabilität schließen. Heute unterhält die Chocolaterie Jan von Werth im Haus ihre repräsentativen Geschäftsräume. 
Am 8. Juli 1950 fand auf dem noch kriegszerstörten Alter Markt die „1900-Jahr-Feier“ der Stadt Köln statt, aus der sich die mundartliche Amateurtheatergruppe Altermarktspielkreis rekrutierte. Im Kölner Karneval spielt der Alter Markt eine zentrale Rolle, weil hier seit 1953  am 11. November um 11.11 Uhr jeden Jahres die neue Karnevalssaison mit Live-Konzerten und an Weiberfastnacht der Straßenkarneval eröffnet wird. 
Der Kölner Straßenkarneval beginnt jedes Jahr an Weiberfastnacht mit dem Historienspiel Jan und Griet. Dieser Umzug startet alljährlich seit 1954 an der Severinstorburg am Chlodwigplatz. Die Jecken ziehen von dort durch die Severinstraße bis zum Denkmal Jan von Werth am Alter Markt, wo der Zug endet. Dort wird zu Ehren von Jan und Griet am Brunnen getanzt. 
Die Einbeziehung des Alter Markts in den Karneval gab es bereits seit 1832. Die Gemüseweiber präsentierten hier an Weiberfastnacht den Brauch des „Mötzebestot“, indem sie sich oder den Männern mit diesem Ruf den Hut vom Kopf rissen und ihn sich gegenseitig zuwarfen. Der Alter Markt kristallisierte sich schließlich als Anfangs- und Endpunkt des Karnevalsumzuges heraus. „Allmählich bildete sich eine Art fester Rundlauf heraus, der vom Alter Markt über den Heumarkt, Malzbüchel und Malzmühle, Mühlenbach, Hohe Pforte und Hohe Straße, und von dem ‘An den Vier Winden‘ genannten Schnittpunkt der Hohe Straße und Brückenstraße/Obenmarspforten und Marsplatz wieder zum Alter Markt zurückführte“.

## Heutiges Erscheinungsbild

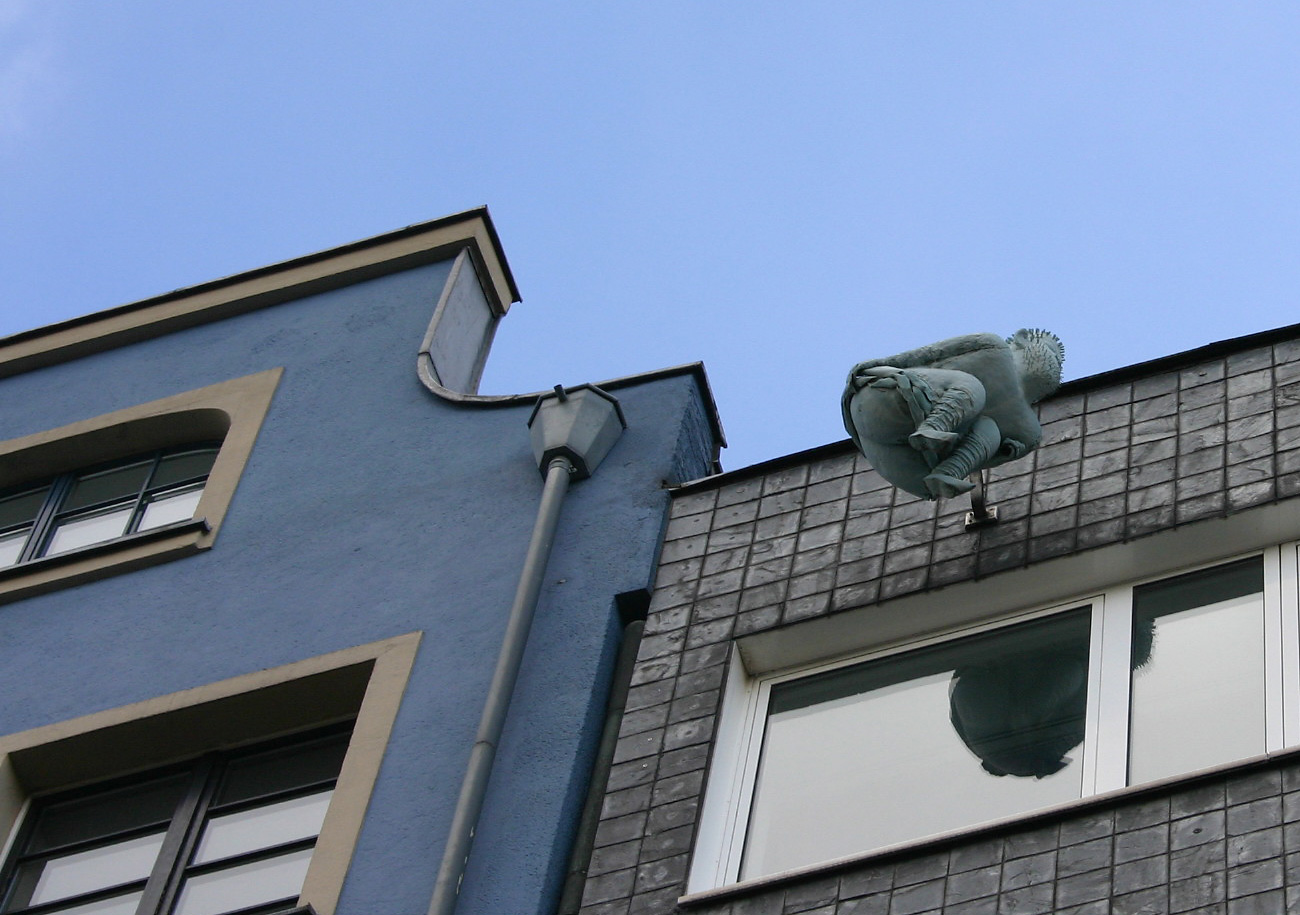
Kallendresser-Skulptur am Haus Nr. 24

Das Haus „zum Bretzel“ galt bis 1911 als einsturzgefährdet. Es wurde im Zweiten Weltkrieg zerstört und 1955 wiedererrichtet. Die Privatbrauerei Gaffel pachtete es 1987 und ließ es bis September 1995 umfangreich umgestalten. Seither heißt es Gaffel Haus. Das der Stadt gehörende „Rote Haus“ (31–33) wurde im Dezember 2005 wegen des Baus der Nord-Süd-Stadtbahn abgerissen, das Baugrundstück im März 2013 verkauft. Das „Rote Haus“ wurde von 2020 bis 2022 wieder aufgebaut.
Der Platz erfuhr häufige Erneuerungsarbeiten, letztmals bis April 2012. Der U-Bahnhof Rathaus wurde im Dezember 2012 in Betrieb genommen. Heute nutzen zahlreiche gastronomische Betriebe die große Freifläche des Alter Markts für Außengastronomie, während die Flanierfunktion des Platzes in den Hintergrund getreten ist. 
Die Westseite des Platzes wird vom alten Rathaus dominiert, das Elemente der Neorenaissance enthält und im Zweiten Weltkrieg vollständig zerstört wurde. Das Haus „zum Granen“, das als eines der schönsten gotischen Häuser Deutschlands galt, wurde bereits 1853 abgerissen. Einige historische Details des alten Platzes wurden von dem Düsseldorfer Kunstprofessor Ewald Mataré neu gestaltet, so etwa die skurrile Plastik des Kallendressers (Hochdeutsch: jemand, der seine Notdurft in die Regenrinne verrichtet), zu deren Entstehung es mehrere Legenden gibt. 
Eine berichtet, es habe Streit zwischen zwei Bewohnern eines Hauses am Alter Markt gegeben, von denen einer stets laut und bei offenem Fenster seine Tuba geblasen habe — woraufhin der andere, in der Wohnung darüber lebend, sich eines Tages nicht mehr anders zu wehren gewusst habe, als dem Nachbarn „gezielt“ von oben seine Tuba mit Exkrementen zu verstopfen. Eine andere Legende spricht davon, man habe den Politikern im Rathaus, das direkt gegenüber liegt, seine Kritik auf derbe Art zu verstehen gegeben. Der neue Kallendresser zierte seit Mai 1964 das Haus „zum Hanen“ (Nr. 40). Diese Plastik war ein flaches, etwa 70 cm² großes Relief; heute ist es in Dachnähe an dem unauffälligen Haus Nr. 24 an der Ostseite angebracht.